# Emmanuel Sueyro
Emmanuel Sueyro, né le 20 février 1587 à Anvers et mort en 1629 à Bruxelles, est un chroniqueur et traducteur.

## Biographie
Emmanuel Sueyro naît le 20 février 1587 à Anvers de parents portugais fortunés.
Il paraît avoir résidé toute sa vie aux Pays-Bas. Valère André vante la culture de son esprit, ses connaissances dans les langues et les sciences, et surtout en histoire et en mathématiques. Il achète la seigneurie de Voorde et porte les titres de chevalier du Christ et de chambellan du roi d'Espagne.
Il meurt en 1629 à Bruxelles.

## Publications
Il traduit Tacite et Salluste en espagnol, puis compose dans la même langue une Descripcion breve del Pais baxo, parue à Anvers, en 1622, in-8°. Son œuvre principale, également en espagnol, est une chronique de Flandre, des années 407 à 1477 (mort de Charles le Téméraire), sous le titre : Anales de Flandes por Emanuel, senor de Voorde, cavallero del habito de Christo, Hidalgo de la Real Majestad, y entretenido cerea de la persona de Su Alteza.. Anvers, 1624; in-fol. Il suffit de parcourir cet ouvrage pour voir qu'il repose entièrement sur les Commentarii sive Annales rerum Flandricerum de Jacques de Meyere, avec quelques additions tirées d'Oudegherst; pour le règne de Gui de Dampierre, il a visiblement emprunté  à l'opuscule de Lambert van der Burch, De vita Guidonis comilis Flandriae (1615).